# Toivo Tikkanen
Toivo Tikkanen (n. 15 aprilie 1888, Roma, Regatul Italiei – d. 1 iunie 1947, Helsingfors, Finlanda) a fost un arhitect ce a reprezentat Finlanda, medaliat olimpic. A participat la 2 ediții ale Jocurilor Olimpice (1920, 1924) în care a câștigat o medalie de argint și două medalii de bronz.